# Metagonia samiria
Metagonia samiria là một loài nhện trong họ Pholcidae. Loài này được phát hiện ở Peru.